# Smirnovtinden
Smirnovtinden är en bergstopp i Antarktis. Den ligger i Östantarktis. Norge gör anspråk på området. Toppen på Smirnovtinden är 2 105 meter över havet, eller 241 meter över den omgivande terrängen. Bredden vid basen är 1,5 km.
Terrängen runt Smirnovtinden är platt österut, men västerut är den kuperad. Trakten är obefolkad. Det finns inga samhällen i närheten. 